# Budai Parmenius István
Budai Parmenius István (latinul: Stephanus Parmenius Budeius, Buda, 1555–1560 között – Sable-sziget, Atlanti-óceán, 1583. augusztus 29.) humanista költő, Észak-Amerika felfedező utazója.

## Élete
Származását a sokoldalú kutatás ellenére homály fedi, eredeti nevét sem ismerjük. Latinos neve, Stephanus Parmenius Budeius először 1852-ben jelent meg nyomtatásban Angliában. Szülei feltehetően jómódú emberek voltak, akik igyekeztek fiukat a lehetséges legjobb oktatásban részesíteni. Valószínűleg a református vallást követték, mert az ifjút nyugat-európai protestáns egyetemek meglátogatására indították útnak, a kor szokásainak megfelelően. A Heidelbergi Egyetemen tanuló külföldiek listáján Ács Tivadar 1579-es évszámmal talált egy Stephanus Budaeus nevet, akiről feltételezhető, hogy azonos vele. Valószínűleg tanulmányútja végállomásának tekintette Oxfordot, ahova 1581 nyarán vagy őszén érkezett meg. Itt Richard Hakluyt, a neves geográfus vette pártfogásába, akivel feltehetően már korábban is kapcsolatban állt. 
Hakluyt főleg a portugál, spanyol és angol felfedező utazásokkal foglalkozott. Hakluyt révén megismerkedett sok neves oxfordi tudóssal és híres utazóval, köztük Humphrey Gilberttel. Humphrey Gilbert Erzsébet királynő kegyeltje volt, aki az uralkodótól felhatalmazást kapott észak-amerikai gyarmatalapításra és a meghódított föld birtoklására. Ez a vállalkozás egybevágott azokkal a törekvésekkel, amelyek Amerika északi szigetvilágán keresztül keresték az ún. "északnyugati átjárót" az Atlanti-óceánról Ázsia felé. A flotta öt különböző nagyságú és típusú vitorlás hajóból állt (Bark Raleigh, Delight, Golden Hind, Swallow, Squirrel). Gilbert felkérte Budai Parmeniust, hogy legyen az expedíció krónikása, aki a megtisztelő ajánlatot elfogadta.
A hajók 1583. június 11-én bontottak vitorlát Plymouth kikötőjében. A legnagyobb hajó, a négyárbócos Bark Raleigh már az út második napján kivált a rajból és visszatért Plymouthba, mert állítólag megbetegedés történt a fedélzetén. A négy hajó azonban baj nélkül folytatta útját, és július utolsó napjaiban az 51. szélességi fok közelében elérték Amerika (Új-Fundland) partjait, és 1583. augusztus 3-án a Szt. Jánosnak (Saint John's) elnevezett öbölben vetettek horgonyt. Itt 1583. augusztus 5-én Gilbert ünnepélyes szertartással a királynő nevében birtokba vette a partvidéket északi és déli irányban egyaránt 600 tengeri mérföld hosszan. Ezzel megvetette az alapját a későbbi észak-amerikai brit gyarmatoknak illetve a mai Kanadának. 
Az expedíció 17 napot töltött a Szt. János-öbölben. A hajósok partra szálltak, megismerkedtek a szárazföld kőzeteivel, növény- és állatvilágával, de emberekkel nem találkoztak. A legénység közül egyre többen betegedtek meg, halálesetek is történtek. Gilbert úgy rendelkezett, hogy a betegeket a Swallow hajón gyűjtik össze, amelyen eddig Budai Parmenius utazott, így ő – egészséges lévén – átköltözött a Delightra. 1583. augusztus 6-án itt írta meg azt a nevezetes levelet Hakluytnak, amelyben beszámolt az expedíció addigi útjáról és az "újonnan megtalált föld" (New Found Land) természeti viszonyairól.
A hajóraj 1583. augusztus 20-án indult tovább a zátonyokkal övezett Sable-sziget felé. A sziget közelébe érve heves szélvihar támadt, és a Delight zátonyra futva elsüllyedt. Közel százfőnyi személyzetéből mindössze néhányat sikerült kimenteni; az eltűntek közt volt Budai Parmenius is.
A Gilbert-féle expedíció történetét utóbb részletesen feldolgozták, és abban kiemelik szerepét. A kanadai kormány az expedíció 400. évfordulója alkalmából az új-foundlandi Saint John's városában emlékművet állított fel. Ezen bronztábla idézi Budai Parmenius emlékét, aki elsőként írta le verses formában Észak-Amerikát, így tulajdonképpen az Újvilág első költőjének tekintendő.

## Magyarul olvasható művei
- A Temzéhez; ford. Tóth Béla; in: Confessio, 1979/4.
- Paean (ford. Weöres Sándor); Epibatikón, azaz hajóra szállást ünneplő költemény (ford. Csorba Győző); in: Janus Pannonius / Magyarországi humanisták; vál., szöveggond., jegyz. Klaniczay Tibor, Szépirodalmi, Budapest, 1982 (Magyar remekírók)
- Budai Parmenius István (?-1583) művei és életrajza. Halálának 400. évfordulójára; ford., sajtó alá rend. Tóth Béla, bev. Bán Imre; Közgazdasági és Jogi, Budapest, 1983
- Levél Richard Hakluytnak (ford. Kulcsár Péter); in: Magyar utazási irodalom. 15-18. század; vál., utószó Kovács Sándor Iván, szöveggond., jegyz. Monok István; Szépirodalmi, Budapest, 1990 (Magyar remekírók)
- Sir Humprey aranylovagnak hajóraszállásáról (részletek); Paean (részletek); in: Hét évszázad magyar költői; szerk. Kovács Sándor Iván, Lakatos István, vál. közrem. Németh G. Béla; Tevan, Békéscsaba, 1996
- Paean; ford. Weöres Sándor; De navigatione / Epibatikon, azaz hajóra szállást ünneplő költemény; ford. Csorba Győző Archiválva 2012. november 26-i dátummal a Wayback Machine-ben; in: Régi magyar irodalmi szöveggyűjtemény. 1. Humanizmus; szerk. Ács Pál, Jankovics József, Kőszeghy Péter; Balassi, Budapest, 1998
- A Temzéhez; Hajóraszállás; in: A csodaszarvas nyomában. A legszebb ezer vers költészetünk nyolc évszázadából; szerk. Makkai Ádám, Makkai-Arany Ágnes, Spannraft Marcellina; Tinta, Budapest, 2002 (A magyar nyelv kézikönyvei)

## Külső hivatkozások
- Sulinet.hu[halott link]
- Magyar életrajzi lexikon